# Adriano Cominotto
Pour les articles homonymes, voir Cominotto (homonymie).
Adriano Cominotto, dit « Ad », né le 10 septembre 1956, est un musicien belge d'origine italienne. Il joue principalement du clavier, de l’accordéon et du synthé. Il participe aux arrangements d’artistes tels qu'Alain Bashung (Chatterton) , Arno (Charles et les Lulus) , Alan Stivell (Back to Breizh) ,David Byrne, Art Sullivan ou Hugo Sahki 
Il a enregistré un album en 2001 (U nu) et il accompagne sur scène Sapho.

## Biographie
Il réalisera également des arrangements pour le chanteur Hugo Sahki produit par le chanteur belge Art Sullivan .

## Pour approfondir